# 書籍出版業組合記録
書籍出版業組合記録 （しょせきしゅっぱんぎょうくみあいきろく、 Stationers' Register）とは、ロンドンの書籍出版業組合 (Stationers' Company) によって記録された登記簿である。この組合は出版業に携わる様々な職業を管理するために1557年に勅許を与えられたギルドであり、イングランドの印刷業者、製本業者、書店、出版業者などがそこに含まれる。この登録そのものは、それぞれの出版業者の持つ、特定の印刷物の制作権を保障するものであり、著作権法の先駆けとなるものであった。組合の勅許状は、海賊版を差し押さえたり、無認可の書籍の出版を禁止したりする権利を組合に付与した。
16世紀、17世紀の英文学（エリザベス朝、ジェームズ朝、チャールズ朝、とりわけイギリス・ルネサンス演劇）の研究をするうえで、この出版業組合記録は非常に重要かつ必須の資料となる。というのも、他から見出すことのできない事実にもとづいた情報と、確実なデータとをこの記録から得ることができるからである。宮廷祝典局長の記録（これは出版よりはむしろ演劇の公演に関するものである）と並び、出版業組合記録は学者たちがウィリアム・シェイクスピアやベン・ジョンソン、更にはその先駆者や同時代人、後継者にあたる全ての文学者に関して知りうる、疑いの余地のない情報の供給源となっている。
書籍商は4ないし6ペンスの登録料を支払うことによって、所定の作品の出版権を登録することができた。一例として、出版業組合記録に記載された次のようなケースがある。1607年11月26日、書籍商ジョン・バズビーとナサニエル・バッターが「巨匠ウィリアム・シェイクスピアによるリア王の伝記と呼ばれる本で、普段はバンクサイドのグローブ座で活動している臣下たちによって、先年のクリスマスの聖スティーブンの日にホワイトホール宮殿において国王の御前で公演が行なわれた作品」を出版する権利を主張している（彼らは6ペンスを支払っている）。
この時代の法令は、現代ほど厳密に施行されてはいなかった。そのため登録されていない本もときおり出版され、それ以外にも不正のなされることは多かった。場合によっては、劇団が書店の協力のもとに戯曲の登録を行なったが、その目的は明らかに自分たちに権益のない形で、その戯曲が出版されることを未然に防ぐためであった。
1710年、著作権法またの名をアン条例 (Statute of Anne) が制定され、登録に関連する組合の規定に取って代わることとなった。出版業組合は2000年2月まで作品に関する何らかの登録を継続していた。